# Alaa Abd el-Fattah
Alaa Abd el-Fattah (Arabisch: علاء عبد الفتاح), voluit Alaa Seif al-Islam Abd el-Fattah, ook wel Alaa Seif al-Islam (Caïro, 18 november 1981), is een Egyptisch activist. Hij is sinds 2005 een van de eerste politieke bloggers van Egypte. Op Twitter heeft hij meer dan 500.000 volgers.
Zijn blogs en tweets bezorgden hem in 2006 en 2011 een celstraf van 45 en 56 dagen. Op 28 november 2013 werd hij zonder arrestatiebevel en met geweld uit zijn bed gelicht. Sindsdien zit hij opnieuw gevangen.

## Biografie

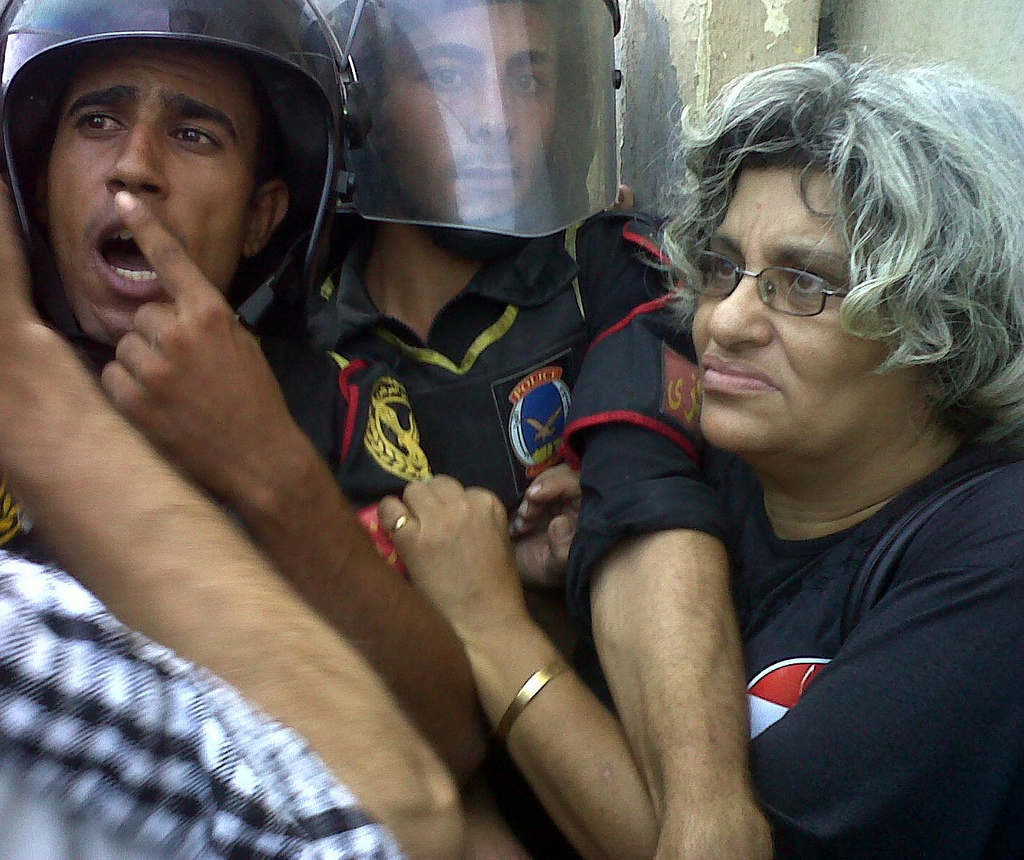
Hij groeide op in een activistisch gezin; foto: zijn moeder tijdens een protest op 26 september 2010.

### Achtergrond
Fattah is de oudste van drie kinderen en groeide op in een gezin van activisten. Activisme was een terugkerend gespreksonderwerp bij hem thuis en onderwerpen als foltering, onrecht, onderdrukking en de wet werden vaak besproken.
Zijn vader, advocaat Ahmed Seif, richt zich op mensenrechtenzaken sinds hij in de jaren tachtig vijf jaar lang gevangen gehouden en gemarteld werd. Hij is een van de oprichters en voormalig directeur van het Centrum Hisham Moebarak voor Recht. Zijn moeder, Laila Soueif, hielp eind 20e, begin 21e eeuw meerdere demonstraties tegen president Hosni Moebarak organiseren.
Zijn jongere zus, Mona Seif, is eveneens een bekende activist en blogger. Zij is oprichter van de actiegroep No Military Trials for Civilians. Verder was ook zijn jongste zus Sanaa betrokken bij de organisatie van protesten.
De vrouw van Fattah, Manal Bahei al-Dein Hassan, is een dochter van Bahi Bahei al-Dein Hassan. Hij stond aan de basis van de hedendaagse mensenrechtenbeweging in Egypte en is in 2011 hoofd van het Centrum voor Mensenrechtenstudies in Caïro.

### Manalaa.net
In 2004 startte Fattah met zijn vrouw Manal een weblog, Manalaa.net, waarvoor vooral hij veel teksten schrijft. In deze tijd ging het om teksten zoals veel Egyptenaren die op weblogs plaatsen, zoals beschrijvingen over het leven, reizen, internettips, gedichten en dergelijke. Hij hield zich echter verre van politieke uitlatingen op het internet.

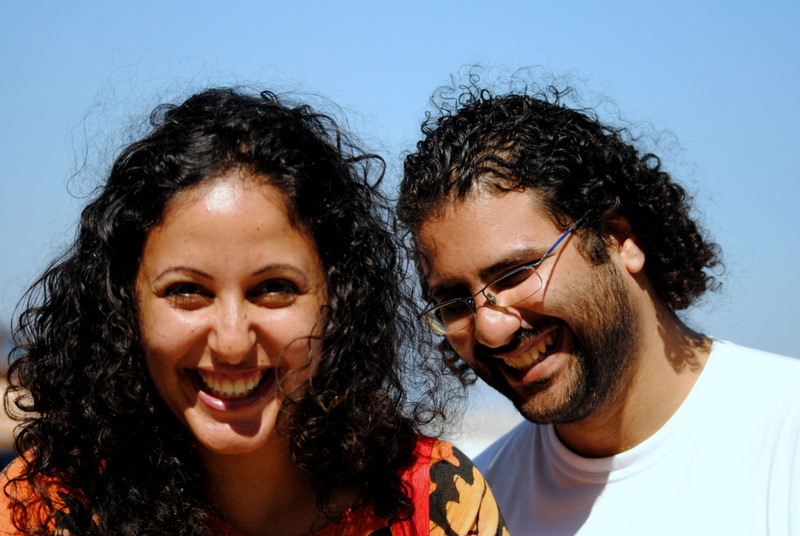
Fattah met zijn vrouw Manal, met wie hij de website Manalaa.net beheert

Hetzelfde jaar vonden er verschillende demonstraties voor democratie plaats die onder meer bekendheid kregen door de politieke beweging Kefaya, dat Genoeg! betekent. Tijdens zo'n demonstratie, op 25 mei 2005, brak Fattah zijn arm toen hij zijn moeder probeerde te beschermen toen zij en andere demonstrerende vrouwen door baltagiya werden aangevallen.
Kort na dit incident begon hij ook over politieke zaken te schrijven. De website ontwikkelde zich steeds meer tot een aggregator weblog, ofwel een weblog met een verzameling van gegevens die ze bij andere bloggers aantreffen en aanvullen met eigen gegevens, analyses en inzichten. Op de website documenteren ze vooral misstanden, in de eerste jaren van het Moebarak-regime en daarna van opvolgende regimes. Het bleef echter niet alleen beperkt tot beschrijvingen van misstanden en onderdrukking, want verder werd de website ook ingezet als middel om volksprotesten te organiseren.
Blogs waren een groeiend fenomeen in deze tijd en trokken ook steeds meer aandacht van de autoriteiten. In het geval van Manalaa.net kwam daar bij dat de website een groeiende populariteit kende: 2000 bezoeken per dag in 2006, later nog veel meer; in 2013 kent zijn Twitter-account 500.000 volgers. Zijn kritische berichten op de sociale media werden door het regime daarom steeds meer als een gevaar beschouwd. Daarbij is Manalaa.net zowel in het Arabisch als in het Engels geschreven, waardoor het een extra groot publiek bereikt. Over de scherpte van de teksten schreef publicist Joseph Mayton in 2006, dat "opruiend naar de regering" slechts een understatement was. Door de organisatie Verslaggevers Zonder Grenzen werd Fattah in 2005 onderscheiden.

### Gevangenschap en tegendemonstraties

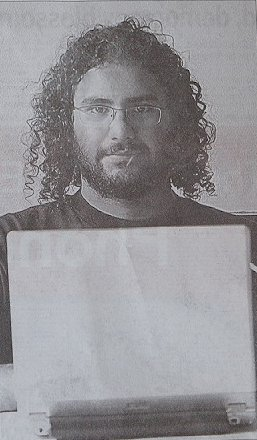
De foto die werd gebruikt tijdens de demonstraties van 2006

Op 7 mei 2006 deed hij mee aan een demonstratie in het centrum van Caïro om zijn steun te betuigen aan twee rechters, Mahmoud Mekki en Hisham Bastawisy, die waren aangeklaagd vanwege hun eis om een onderzoek naar fraude tijdens de parlementsverkiezingen. De politie sloeg de demonstratie uit elkaar en arresteerde tientallen demonstranten, waaronder Fattah. Hij werd er gericht uitgepikt, wat in deze tijd ook al minstens zes maal eerder gesignaleerd was bij andere bloggers die meededen aan demonstraties.
Fattah slaagde er niettemin ook vanuit zijn cel in om te bloggen, doordat zijn vrouw zijn brieven op de website postte. Zijn eerste reactie was: "Vandaag trof het mij; ik ben echt in de gevangenis, ik weet niet goed hoe ik mij voel." Verder beschreef hij de grimmige omstandigheden in zijn cel en liet hij op zijn weblog plaatsen: "Stel je voor dat Hosni sterft terwijl ik gevangen zit? ... Hij is oud en seniel genoeg en ik ben er zeker van dat miljoenen actief bidden voor zijn plotselinge dood."
Tijdens zijn gevangenschap startten zijn zus Mona en zijn vrouw Manal een campagne op het internet om hem vrij te krijgen. Hierop werd zowel in binnen- als buitenland gereageerd, zoals door een weblog Freealaa op Blogspot.com, artikelen in bijvoorbeeld The Washington Post en meer. Vijfenveertig dagen later werd hij vrijgelaten. Hierna vertrokken hij en zijn vrouw naar Pretoria in Zuid-Afrika, waar hij een baan accepteerde als softwareontwikkelaar voor uitstervende talen van Afrikaanse stammen. Ze bleven Manalaa.net echter ook vanuit Pretoria voeden met documentatie over misstanden in Egypte, kritiek en campagnes.

### Egyptische revolutie
Fattah was nog in Zuid-Afrika toen de Egyptische Revolutie op 25 januari 2011 uitbrak. Zijn zus Mona stuurde hem e-mails met nieuwsupdates die hij vervolgens op zijn weblog plaatste. Toen het internet en mobiele telefoonverkeer werd afgesneden, hield hij het echter niet langer. Hij verbrak zijn arbeidscontract en kwam naar Caïro terug om zich bij de rest van het gezin in de revolutie te mengen. Hij kwam aan toen de meest gewelddadige fase werd ingeluid en baltagiya de massa op paarden en kamelen te lijf gingen, en zelfs met molotovcocktails wierpen. Tijdens de Slag van het Kameel, zoals deze fase ook genoemd wordt, verloren tientallen demonstranten het leven. Op het Tahrirplein bewoog hij zich tussen de verschillende groepen, bemiddelde hij in geschillen en verdedigde hij het plein ook fysiek als dat nodig was.

### Voortgaande strijd voor democratisering
Na de revolutie bleef hij zich inzetten voor democratisering in Egypte. Op het Tahrirplein organiseerde hij een Tweet Nadwa-serie, bijeenkomsten onder de vlag van Al Jazeera waarin deelnemers niet langer dan twee minuten commentaren en vragen konden inbrengen. Ook schreef hij voor het prominente dagblad Shorouk, zoals over de vraag wat de waarde van een nieuwe grondwet is, wanneer de bevolking niet echt betrokken is geweest bij de samenstelling ervan.

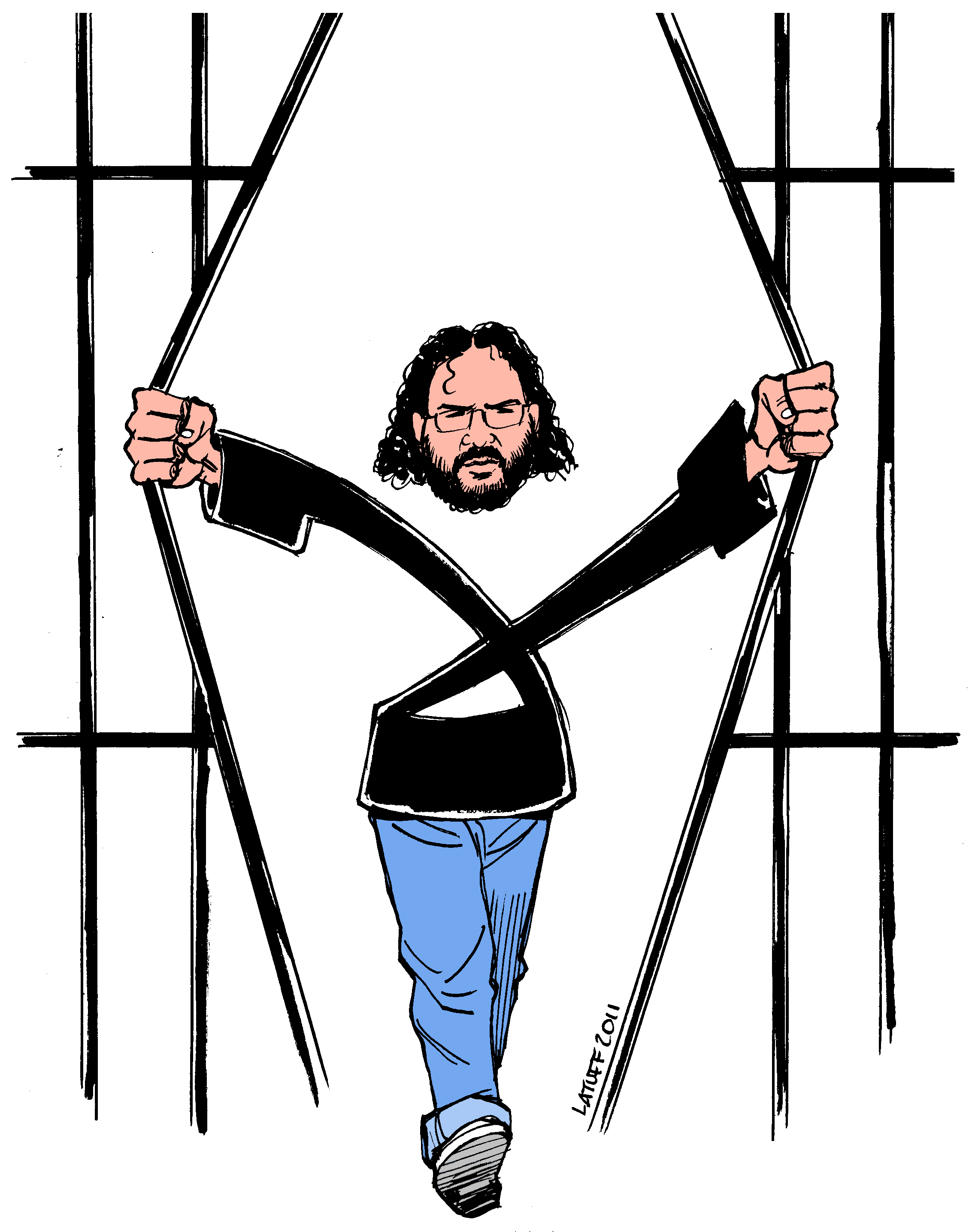
Free Alaa Abd el-Fattah NOW!
Cartoon van Carlos Latuff uit 2011

Op 9 oktober 2011 greep het leger hard in tijdens een op zich vreedzame demonstratie van voornamelijk koptische christenen, die na het ingrijpen van de politie de geschiedenis inging als de Maspero-rellen. Tijdens de rellen verloren een vriend van Fattah en nog zesentwintig andere demonstranten het leven. Fattah begaf zich naar het mortuarium en pakte hier en later een belangrijke rol op in het voorkomen van sektarisch geweld. Hij stond nabestaanden bij in de verzorging van de doden en organiseerde juridische hulp waarmee de familieleden een onderzoek naar de doodsoorzaak konden eisen. Op 20 oktober verscheen een artikel van zijn hand in Shorouk waarin hij zijn ervaringen in het mortuarium beschreef. Verder beschuldigde hij de autoriteiten van het aanwakkeren van sektarische strijd, het doden van mensen die vrede zochten en het stelen van brood van de armen. Nog geen twee dagen later werd hij gedagvaard door de militaire aanklager.
Fattah, een groot tegenstander van militaire rechtbanken, weigerde zich tegenover de aanklager te verantwoorden. Daarbovenop moest hij zich verdedigen tegen de gefabriceerde aanklacht, dat hij een machinegeweer zou hebben gestolen dat hij later in de Nijl zou hebben geworpen. Verder zou hij kopten hebben aangezet het leger aan te vallen. Na zijn weigering de aanklager te erkennen, besloot die dat Fattah in afwachting van verder onderzoek vijftien dagen diende te worden vastgezet. Zijn gevangenschap leidde opnieuw tot massale protesten. Zo werd er op meerdere plaatsen in Egypte en in drieëntwintig steden elders in de wereld geprotesteerd voor zijn vrijlating. Zijn moeder begon aan een hongerstaking die navolging vond bij zes anderen. Tijdens zijn gevangenschap werd zijn zoon geboren, Khaled, die werd vernoemd naar Khaled Saïd die in 2010 als gevolg van politiegeweld was omgekomen. Fattah werd uiteindelijk op Eerste Kerstdag van dat jaar vrijgelaten, na 56 dagen te hebben vastgezeten.
In 2013 werden Fattah, zijn zus Mona Seif en negen anderen aangeklaagd voor brandstichting van het hoofdkantoor van presidentskandidaat Ahmed Shafik op 28 mei 2012. Shafik had de zaak in juni 2012 laten vallen, omdat hij geen stok wilde zijn om revolutionairen mee te slaan. De zaak werd echter in mei 2013, na de verkiezingswinst van Mohamed Morsi, heropend door procureur-generaal Tala'at Abdallah. Volgens Fattah was hij daar alleen maar geweest om te kijken wat er gebeurde. Het bericht over de heropening van de zaak ontving Fattah net nadat hij had uitgesproken dat Abdallah hem toch niet gevangen kon laten zetten. In januari 2014 zijn hij, zijn zus Mona en de negen anderen uiteindelijk hiervoor veroordeeld tot een voorwaardelijke gevangenisstraf van één jaar.

### Arrestatie in november 2013
Nadat hij op 24 november 2013 had deelgenomen aan protesten tegen de nieuwe grondwet, waarin onder meer het recht op betogen sterk wordt ingeperkt, werd een dag later een arrestatiebevel tegen hem uitgevaardigd. Op 27 november plaatste zijn tante, de schrijfster Ahdaf Soueif, op haar Facebookpagina een brief waarin Fattah aankondigde zich de volgende zondag vrijwillig aan te zullen geven. Niettemin werd hij al de volgende dag uit zijn bed gelicht. Zijn vrouw Manal plaatste op de dag van de arrestatie op Twitter een foto met bloedsporen in hun slaapkamer. Dezelfde dag twitterde ze: "Als de politie mij al in ons huis slaat, wat gaan ze dan doen met Alaa. Ik vrees voor zijn veiligheid." El-Fattah werd in juni 2014 veroordeeld tot 15 jaar cel maar dit vonnis werd vernietigd en hij kwam op borgtocht vrij tot hij in november 2014 opnieuw werd opgepakt.
In februari 2015 werd hij tot vijf jaar cel veroordeeld. Eind maart 2019 kwam hij vrij. In december 2021 werd hij opnieuw voor vijf jaar gevangenisstraf veroordeeld.
- Gemeinsame Normdatei: 1106839455
- Library of Congress Control Number: no2021141837
- Nationale Bibliotheek van Israël: 987012331295605171
- Système universitaire de documentation: 260478555
- Virtual International Authority File: 1044163874152945721522